# Бан Бијао
Бан Бијао (кин: 班彪; 3. н. е. — 54.) је био кинески историчар и службеник династије Хан.
Он је започео „Књигу династије Хан“, важно историчарско дјело о династији Хан, које је завршио његов најстарији син Бан Џу.
1. ↑  Јерковић, Јован; Пижурица, Мато; Пешикан, Митар (2010). Правопис српскога језика. Нови Сад: Матица српска. стр. 201. т. 220. ISBN 978-86-7946-079-0.  256189191.